# Mario Hoyer
Mario Hoyer (* 26. Juli 1965 in Ronneburg, DDR) ist ein ehemaliger deutscher Bobfahrer.
Mario Hoyer vom ASK Vorwärts Oberhof startete im Zweierbob mit Bernhard Lehmann und belegte bei den DDR-Meisterschaften den dritten Platz 1987 und den zweiten Platz 1988. Bei den Olympischen Winterspielen 1988 in Calgary gewannen Lehmann und Hoyer die Bronzemedaille. 1989 gehörte Hoyer zum Team von Detlef Richter, bei der Bob-Europameisterschaft 1989 kamen Richter und Hoyer im Zweierbob auf den achten Platz. Hoyer blieb noch bis 1992 aktiv.
Hoyer war gelernter Elektromechaniker, er schulte später auf Masseur um, musste diesen Beruf aber aus gesundheitlichen Gründen aufgeben.